# 啤酒节
啤酒节是一种提供多种啤酒品尝和购买的世界范围的活动。它可能会有相应的主题，例如冠以所在地名称的啤酒节，也许是某一种特殊品种的啤酒节，例如黑麦啤酒节。

## 亚洲
- 中华人民共和国：青岛国际啤酒节
- 新加坡：亚洲啤酒节 — 新加坡每年六月都会举办一年一度的“亚洲啤酒节”。它于2008年首次举办，吸引了超过3万名啤酒爱好者到场[1]。

## 欧洲
- 德国：德国有举办多种节日的古老传统，不仅仅是啤酒节。德国的啤酒节除了是喝啤酒的活动之外，也是举办嘉年华会、游乐园等的民间狂欢节。其中许多举办了几个世纪，啤酒节多起源于教区集市、市场和贸易展览会等。在德国的一些地区，特别是在德国西南部，游乐园与葡萄酒的联系比啤酒节还大。人们常说世界上最大的啤酒节是德国的慕尼黑啤酒节，尽管有人认为这实际上是一个民间节日而非啤酒节[2]。

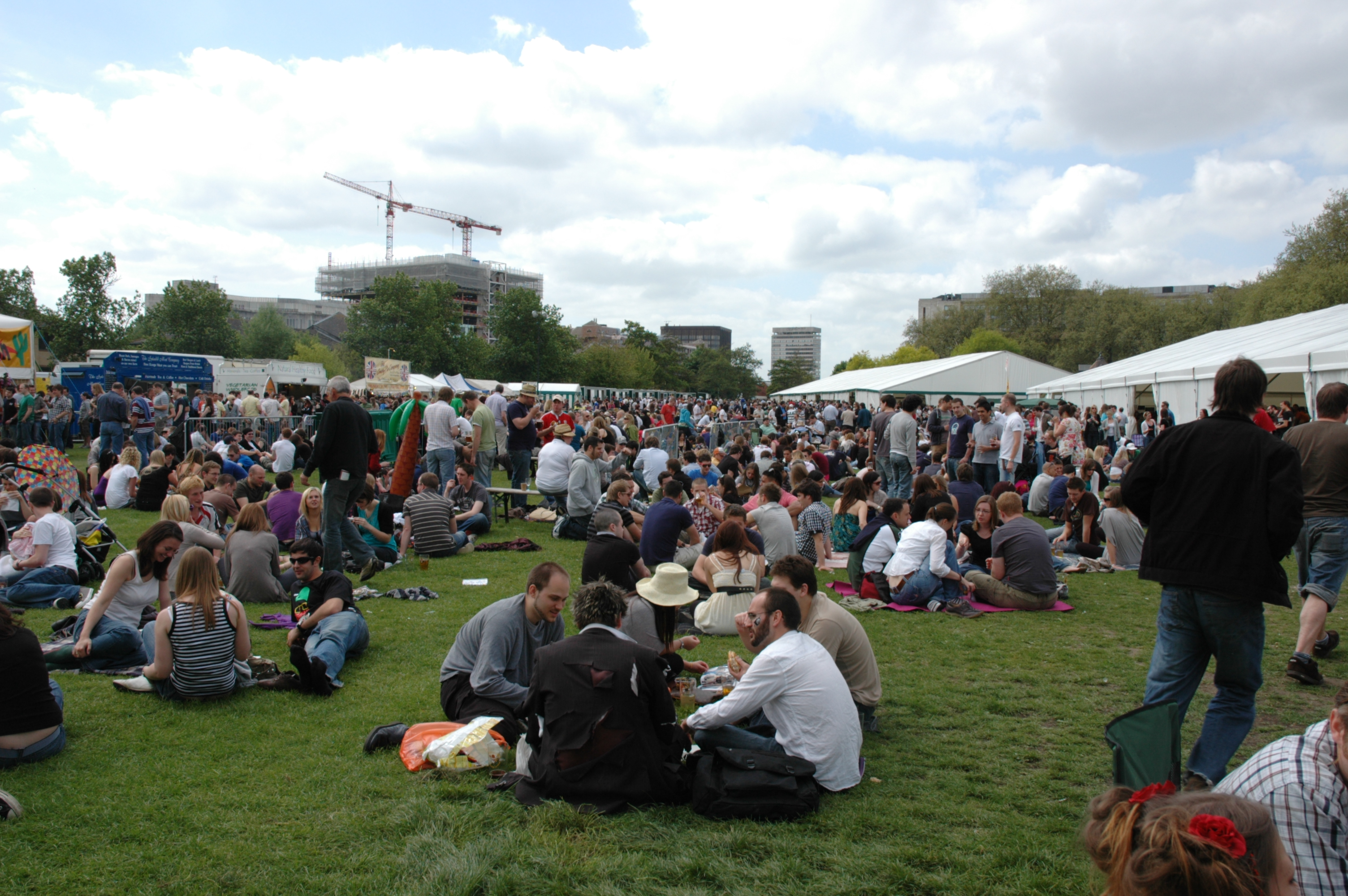
2009年英国雷丁啤酒节

- 英国：英国啤酒节的重点放在生啤酒，尽管瓶装啤酒和苹果酒通常也包括在内。当地的啤酒节也常强调品种和数量。节日可以由真愛爾運動 (CAMRA)、酒吧、酿酒商、社会和体育协会或慈善机构举办。CAMRA的啤酒节由志愿者在当地分支机构的指导下举办，CAMRA会员可享有免费或较低的入场费。酒吧节一般会使用专业的酒吧工作人员，通常不收取入场费。

## 北美洲
- 美国：
  - 美國大啤酒節（GABF） — 于1982年在科罗拉多州丹佛首次举行，2008年有超过4万6000人参加，受邀评委从477家啤酒厂的2961种啤酒中选出奖牌获得者[3]。
  - “慕尼黑啤酒节”[4]是田纳西州纳什维尔最古老的啤酒节，自1980年以来每年在历史悠久的日耳曼敦街区举行。所有主要的德国啤酒厂都会参加这项为期3天的活动。2015年约有14万3000人参加，使其成为美国南部最大的秋季节日[5]。

- ：在哥斯达黎加，每年都会在帕尔马雷斯举行名为“Fiestas de Palmares”的庆祝活动以筹集资金。尽管喝啤酒不是其主要活动之一，但它在活动中的消费量总能达到与慕尼黑啤酒节等国际啤酒节相当的水平。

## 图集

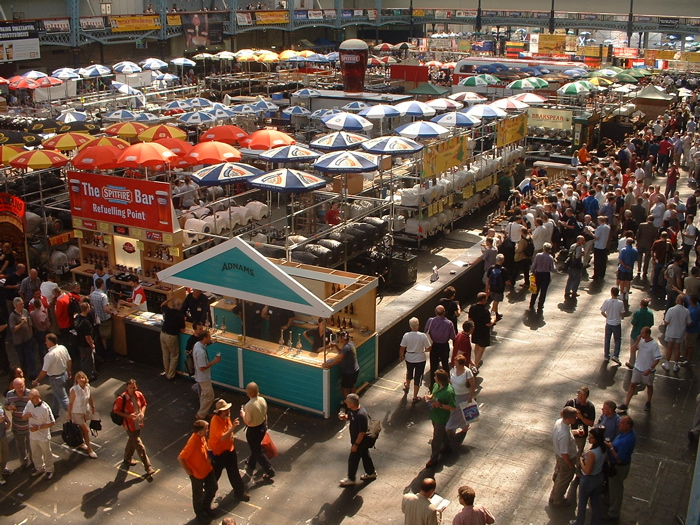
英国伦敦啤酒节
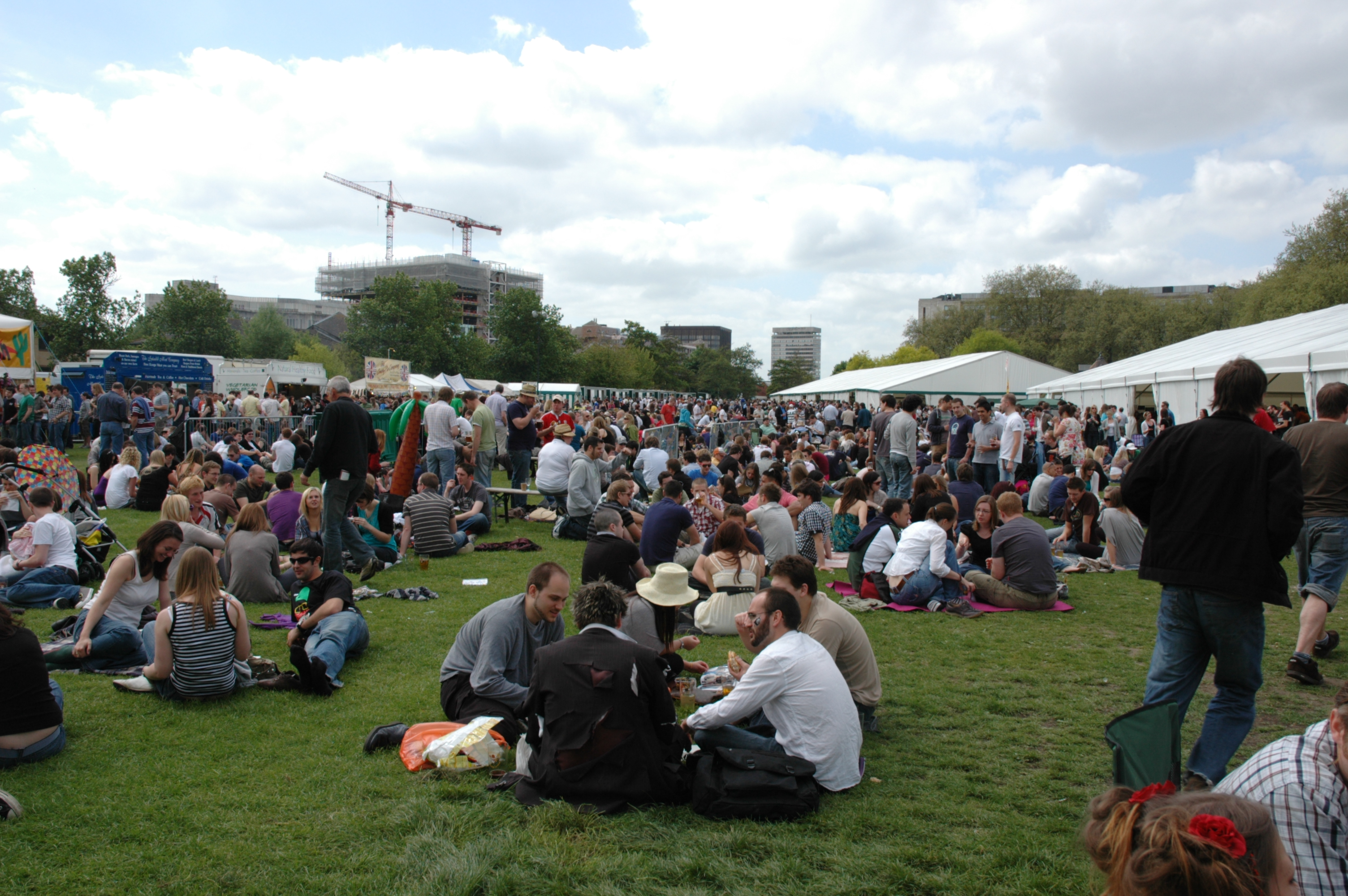
2009年英国雷丁啤酒节
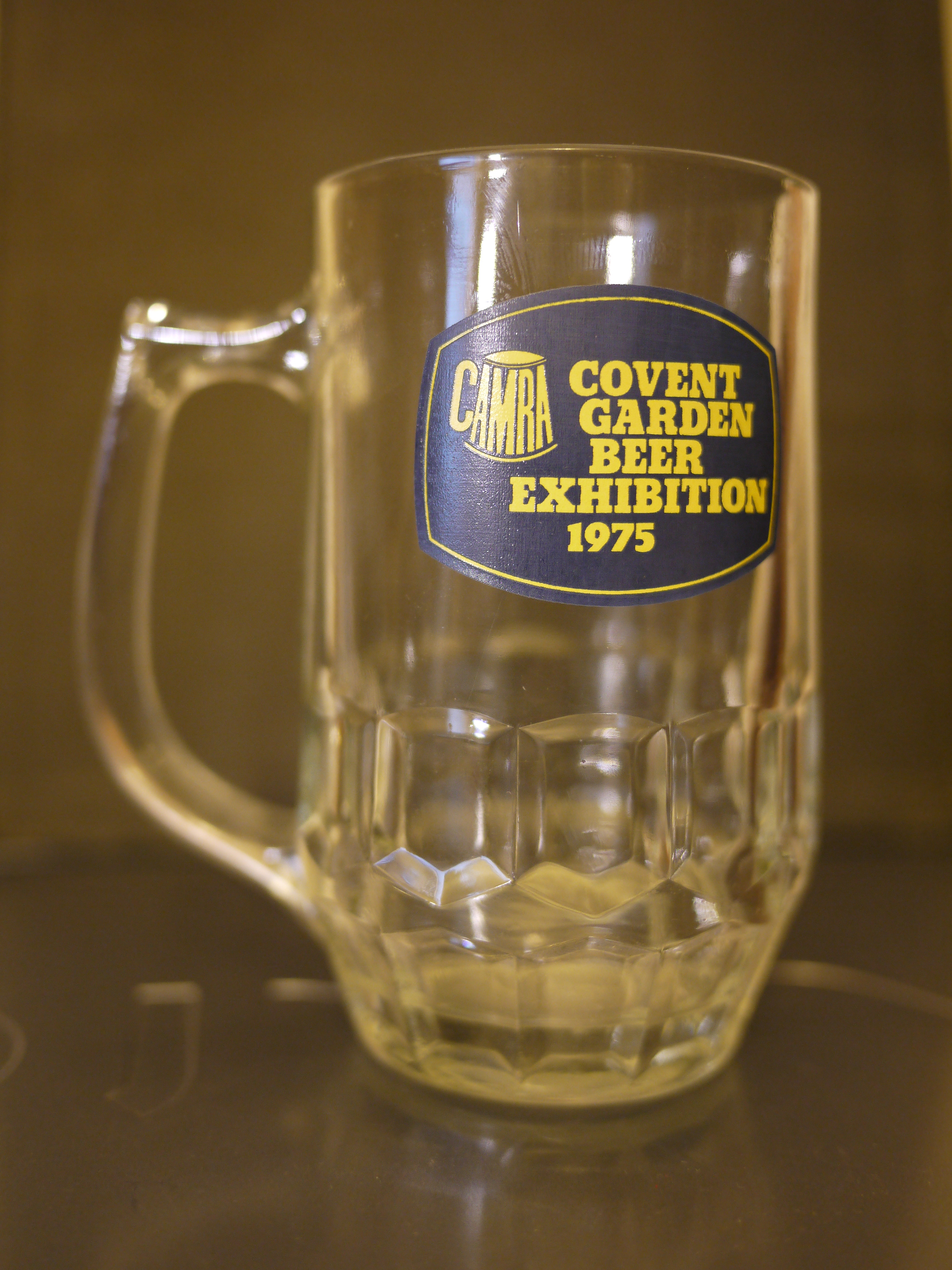
1975年啤酒展览会
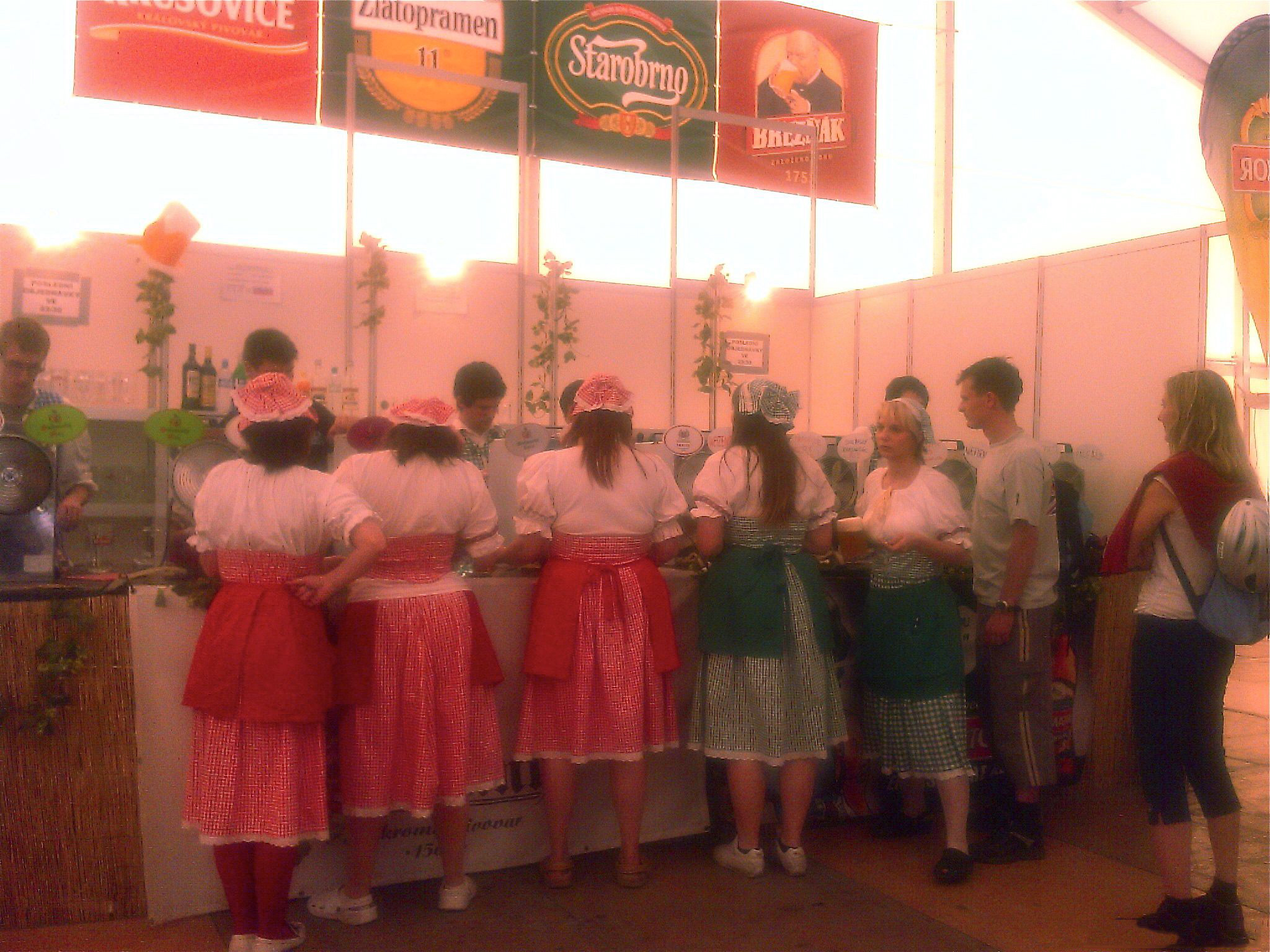
捷克啤酒节
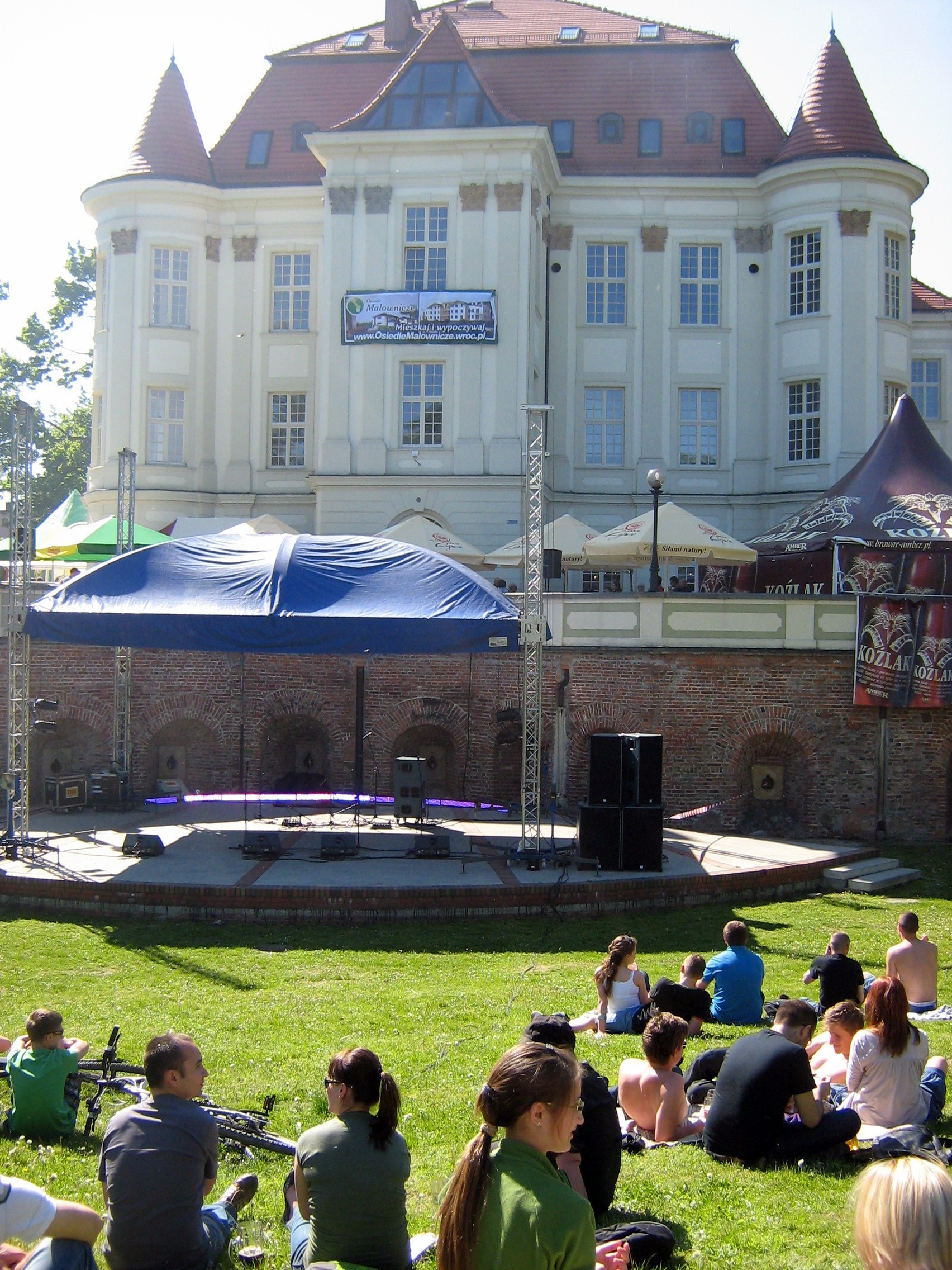
波兰弗罗茨瓦夫啤酒节
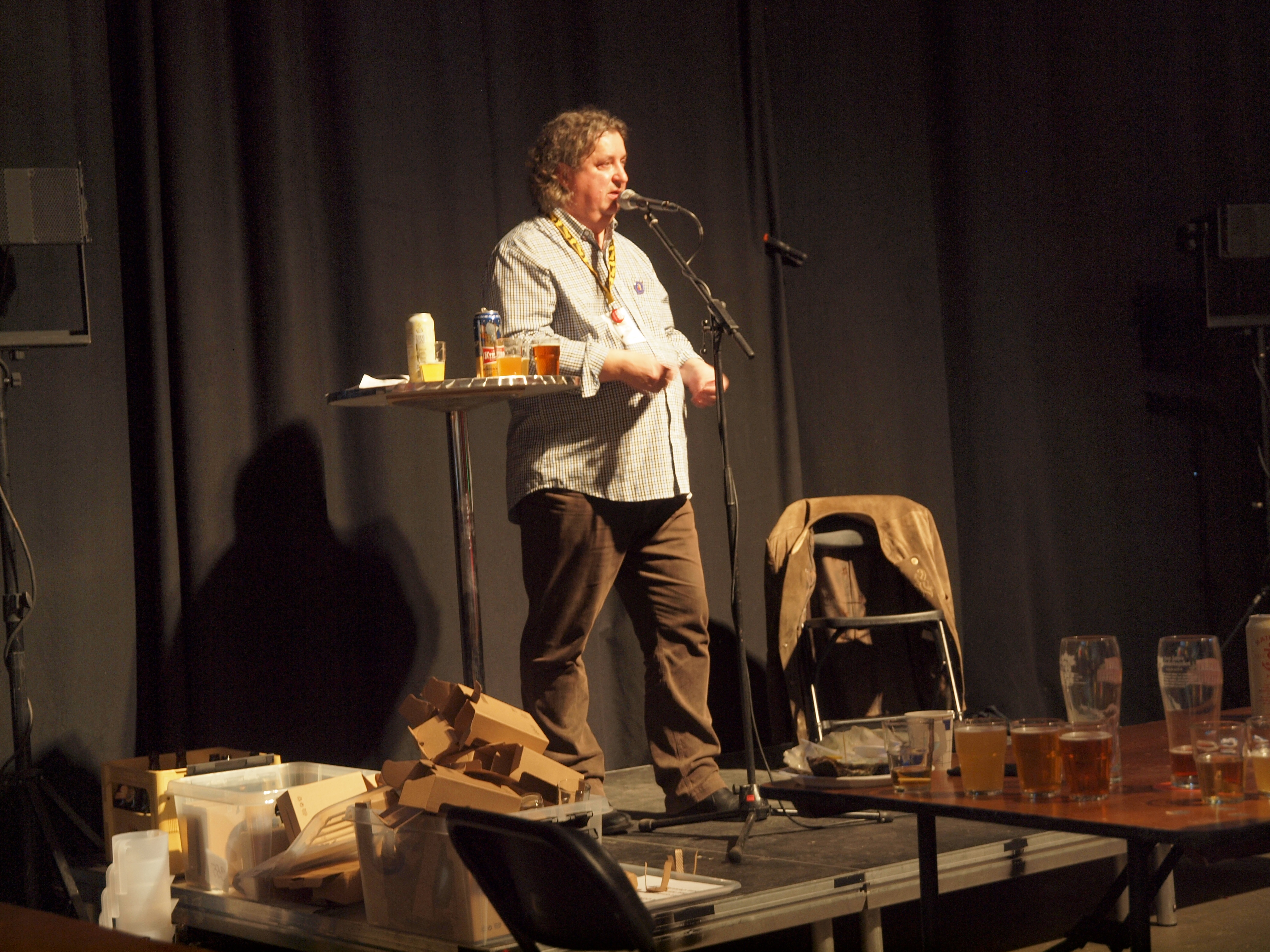
2016年芬兰赫尔辛基啤酒节
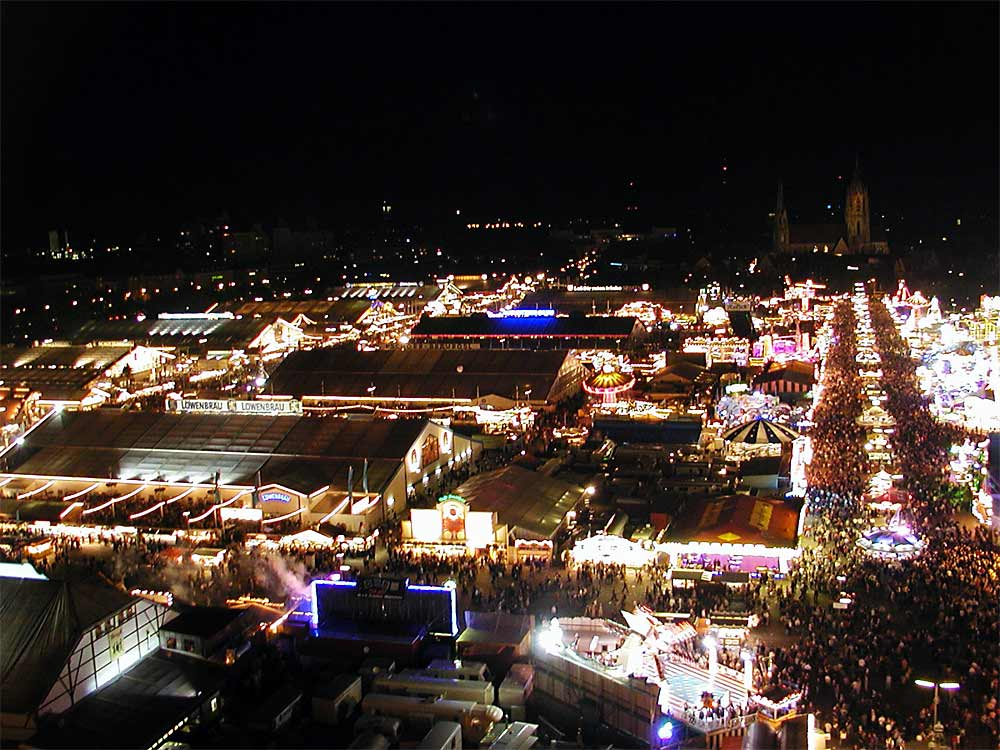
慕尼黑啤酒节